# Nell Hudson
Nell Rose Hudson (Worcestershire, Inglaterra; 19 de noviembre de 1990) es una actriz británica.

## Biografía
En el 2012 se graduó del The Oxford School of Drama.
Nell es amiga de la actriz británica Alexandra Dowling.

## Carrera
En el 2012 apareció como invitada en un episodio de la serie médica Holby City donde interpretó a Tasha Cairncross.
En el 2014 se unió al elenco recurrente de la nueva serie Outlander donde interpreta a Laoghaire MacKenzie, a la joven nieta de Glenna FitzGibbons (Annette Badland).
A finales de octubre del 2015 se anunció que se había unido al elenco de la serie Victoria, la cual será protagonizada por los actores Jenna Coleman y Rufus Sewell.

### Vida personal
Desde inicios del 2019, mantiene una relación con el productor y actor británico Maximillian King.

## Filmografía

### Series de televisión
| Año             | Título           | Personaje           | Notas                          |
| --------------- | ---------------- | ------------------- | ------------------------------ |
| 2014 - presente | Outlander        | Laoghaire MacKenzie | 7 episodios                    |
| 2016 - 2019     | Victoria         | Miss Skerrett       |                                |
| 2015            | Crossing Lines   | Aurelia Roche       | episodio "In Loco Parentis"    |
| 2015            | Call the Midwife | Paulette Roland     | episodio # 4.6                 |
| 2012            | Holby City       | Tasha Cairncross    | episodio "And We Banish Shade" |

### Películas
| Año  | Título                      | Personaje  | Notas                                                                                    |
| ---- | --------------------------- | ---------- | ---------------------------------------------------------------------------------------- |
| 2015 | Arrivals                    | Angel      | junto a Amrita Acharia, Philip Arditti, Jonathan Bonnici, Rhik Samadder y Jack Rosecroft |
| 2013 | Cast Offs                   | Joven      | corto - junto a Harry Eden y Vahid Gold                                                  |
| -    | Eros                        | -          | corto                                                                                    |
| 2022 | Texas Chainsaw Massacre     | Ruth       |                                                                                          |
| 2023 | La maldición del Queen Mary | Gwen Ratch |                                                                                          |